# GeGeGe no Kitarō
GeGeGe no Kitaro (ゲゲゲの鬼太郎 GeGeGe no Kitarō?) es una serie manga japonesa creada en 1959 por el mangaka Shigeru Mizuki. Su trama trata sobre folclore, y lo que se destaca son criaturas conocidas como yōkai, una clase de espíritu monstruo a los que todos los personajes principales pertenecen. Se ha adaptado a la pantalla en varias ocasiones, tanto en anime como en videojuegos.

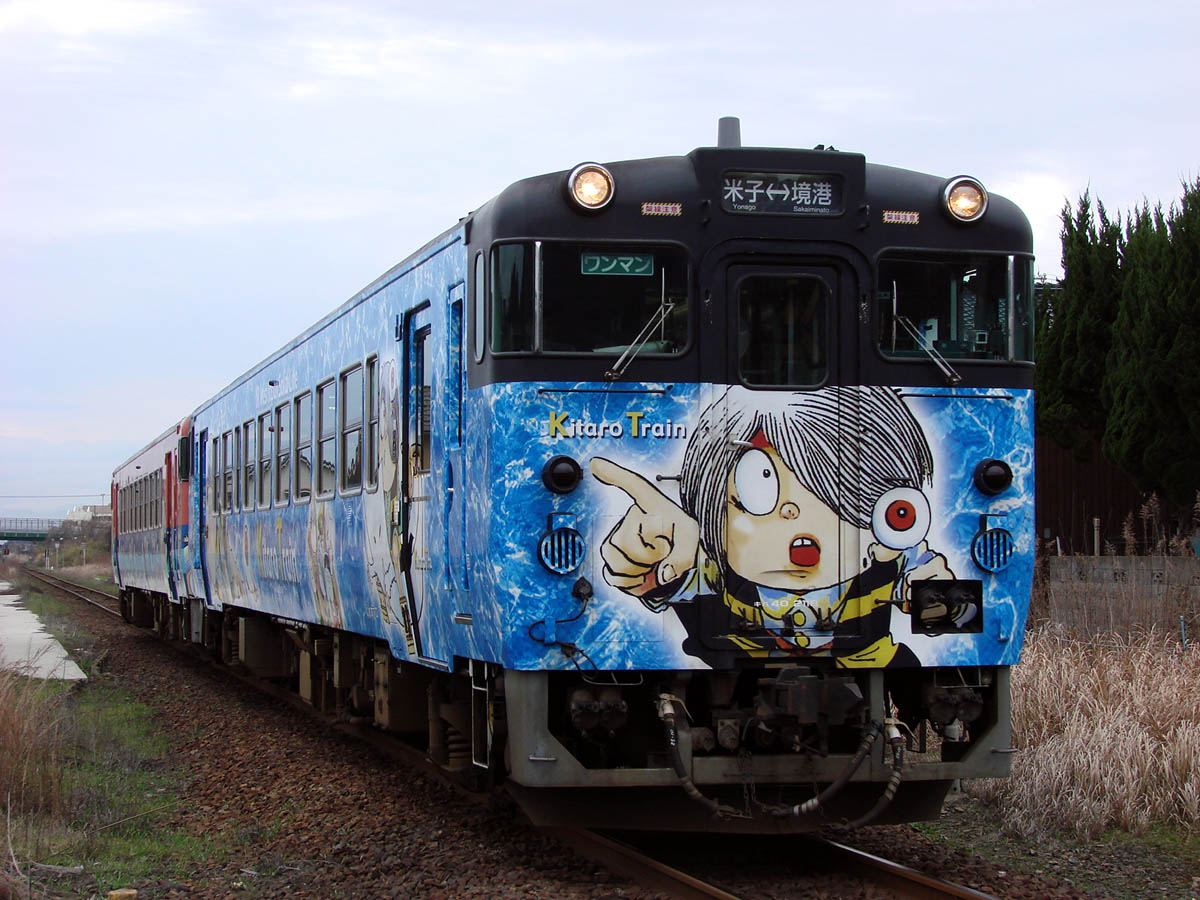
Tren japonés con publicidad de GeGeGe no Kitarō

Cabe destacar que el verdadero título del manga original es Hakaba Kitarō (墓場鬼太郎?), traducido como "Kitaro del Cementerio". "Ge Ge Ge..." solo se aplicó al anime. Sin embargo, el manga fue más tarde republicado con el título del anime. En enero de 1968, el manga original fue finalmente adaptado al anime, emitiéndose en Fuji TV, solo la cuarta serie fue doblada al español pero esta se encuentra inconclusa.

## Personajes
Kitaro (鬼太郎 Kitarō?)
Kitaro es un chico yōkai nacido en un cementerio, y aparte de su padre putrefacto, el último miembro viviente de la Tribu Fantasma (幽霊族 yūrei zoku?). Kitaro carece de ojo izquierdo, pero su pelo suele cubrirle el hueco vacío. Lucha por la paz entre humanos y yōkai.
Medama-oyaji (目玉のおやじ, o 目玉親父?  Lit. "Padre Globo Ocular")
Medama-oyaji es el padre de Kitaro. Cuando era adulto, murió de una enfermedad, solo renació de su cuerpo putrefacto como una versión antropomórfica de su propio globo ocular. Es pequeño y frágil, pero tiene un espíritu fuerte y un gran amor por su hijo. Es un gran conocedor sobre todo tipo de fantasmas. Le gusta permanecer limpio, y se baña a menudo en un tazón pequeño.
Nezumi Otoko (ねずみ男?  "Hombre Rata")
Nezumi Otoko es un roedor mestizo entre humano y yokai. Tiene trescientos años, y en todo ese tiempo jamás se ha bañado, está sucio, huele mal, y está lleno de llagas. Aunque por lo general es amigo de Kitaro, Nezumi Otoko no desperdiciará el tiempo en preparar malvados planes o traicionar a sus compañeros si cree que hay dinero de por medio o un enemigo poderoso a su lado. Afirma estar graduado en la universidad de University of the Bizarre (怪奇大学 Kaiki Daigaku?).
Neko Musume (猫娘 o ねこ娘 "Chica Gato"?)
Una yokai pacífica, que se transforma en un terrible gato monstruoso con colmillos y ojos felinos cuando está enfadada o quiere comer pescado. Como es de esperar, no se lleva bien con Nezumi Otoko. Ella siente un leve flechazo por Kitaro, pero este la ve solo como una buena amiga. Tiene cierta semejanza con el bakeneko del Folclore japonés.

## Media

### Manga
La versión original del manga de GeGeGe-no-Kitaro apareció en Shonen Magazine en 1966-1970.  La serie continuó en Shōnen Sunday, Shonen Action, Shuukan Jitsuwa y otros muchos magazines.
En 2002 GeGeGe-no-Kitaro fue traducida por Ralph F. McCarthy y compilada por Natsuhiko Kyogoku para Kodansha Bilingual Comics.
- Volumen 1 ISBN 4-7700-2827-X
- Volumen 2 ISBN 4-7700-2828-8
- Volumen 3 ISBN 4-7700-2829-6

## Edición en español
En el año 2010 la editorial Astiberri comienza la publicación de los tomos recopilatorios de Kitaro por orden cronológico.   

### Volumen 1

#### Contenido
- El nacimiento de Kitaro: Se publicó por primera vez en Garo, en marzo de 1966. Ha sido revisada en varias ocasiones. La versión publicada por Astiberri es la última.

El inspector del banco de sangre, Mizuki, tiene la misión de descubrir quién donó la sangre que por transfusión convirtió a una mujer en fantasma. En los archivos del banco encuentra el registro del donante; para su sorpresa, solo figura su dirección, que coincidentemente es la misma que la suya. El único lugar que pudiera tener la misma dirección de su domicilio, es un antiguo templo. Decide ir a comprobar personalmente qué es lo que ocurre en el templo. Guiado por fuegos fatuos se encuentra, dentro del templo, con una pareja de muertos vivientes. Siendo él su único vecino, le confían un secreto: Tuvieron la desgracia de contraer una grave enfermedad, por lo que estuvieron buscando desesperadamente la cura, sin embargo, les hacía falta dinero y por ello, la esposa tuvo que donar su sangre. A pesar de la confianza recibida, Mizuki siente la obligación de informar los hechos. Si se llegara a difundir la noticia los humanos no tendrían piedad con ellos, por lo que le proponen un trato: como la esposa está embarazada de tres meses, le piden que espere al menos hasta que nazca el bebé para divulgar la información. Luego de varios meses, Mizuki regresa al templo para saber cuál es el estado de sus vecinos, y los encuentra muertos. Apenado, decide darles un entierro adecuado. Arrastrándose fuera del útero del cadáver de su madre, emergiendo de la tumba, nace Kitaro.
- La mano

El vampiro francés La Seine se encuentra en Japón. Debido a su refinado arte nadie podría imaginar su verdadera identidad. Nadie a excepción de Kitaro. Para evitar riesgos, La Seine le prepara una emboscada; Mamut, compañero de La Seine, dispara a Kitaro a quemarropa, quedando visible de él solamente su mano. Creyendo haberse librado de la amenaza, se dirigen hacia su hotel. Sin embargo, la mano de Kitaro actuando independientemente, los persigue haciéndoles la vida imposible.
- Camino al infierno

Un asesino a sueldo y un mafioso se adentran en las montañas huyendo de la policía. Un lugareño los encuentra siguiendo el camino que conduce a la casa de Kitaro, les advierte que no continúen por allí: Si alguien entra en su casa cuando él no esté presente, es conducido al infierno. Despreciándolo, deciden seguir.  Este capítulo fue adaptado a la animación bajo el título «El infierno de Kitaro» Serie IV (1996-1998) Episodio 35.
- El ermitaño de los gatos

De la noche a la mañana un pueblo es invadido y destruido por una manada de gatos.  Debido a la construcción de una autopista casi destruyen su fortaleza. En este pueblo los gatos comen lo que preparaban los hombres, éstos apenas se atreven a alimentarse de las sobras que dejan los felinos: El mundo al revés. Kitaro hará todo lo posible para revertir esta situación.  
- Suiko

Luego de beber el contenido de un extraño cántaro, Shinichi comenzó a mostrar un extravagante comportamiento. Su madre lo encontraba cada mañana con las manos llenas de barro. Una noche su padre lo sigue sigilosamente y ve a Shinichi escarbando en el monte sepulcral del Templo Morin. Junto con su esposa deciden seguir el rastro de las huellas que dejó la noche anterior para cerciorarse. En el camino, se encuentran con Kitaro, quien enterado de la situación examina a su hijo y descubre que esta poseído por Suiko, el monstruo de las aguas.
- El árbol vampiro

Desde un lejano poblado, luego de meses de búsqueda, un anciano da con el paradero de Kitaro. Por causas desconocidas en el poblado de Okuyama las personas se están convirtiendo en árboles una tras otra. Corre el rumor de que todo es obra de un fantasma invisible llamado Noragami. Ante el ruego del anciano, Kitaro parte con él hacia Okuyama para tratar de evitar la extinción del pueblo. 
- La gran guerra de los monstruos

Un habitante de la isla de Kikaigashima llega a Japón en busca de ayuda: Su isla ha sido invadida por una gran cantidad de monstruos. Las autoridades japonesas y la población en general creen que les están tomando el pelo. Ante tal rechazo, solo Kitaro le ofrece su ayuda. Pensando en la mejor forma de combatirlos, deciden poner un anuncio en el periódico para reclutar a los mejores monstruos japoneses y así hacerle frente a los "monstruos occidentales".

### Volumen 2

#### Contenido
- El tren fantasma

En un bar de Tokio, dos tipos discuten sobre la existencia de los fantasmas. Aseguran que en plena era de la ciencia es absurdo hablar sobre fantasmas; afirmación que le causa risa a Kitaro. Ofendido, uno de ellos, lo golpea en la cabeza. Al darse cuenta del gran chinchón que tiene en la cabeza, Kitaro le advierte que tendrá que pagarle con un chinchón igual de grande. Sin darle mayor importancia, se retira junto con su acompañante; sin saber lo que les espera. 
- El gran monstruo marino

En los humedales de Nueva Guinea, un aventurero japonés descubrió un extraño monstruo. Al regresar a Japón mostró la imagen que había capturado con su cámara. La comunidad científica se volcó en investigar la identidad de aquel gigantesco ser y se llegó a la conclusión de que era un ejemplar de Zeoclonodonte, un antepasado de las ballenas que vivió hace 300 millones de años. Se organizó enseguida una expedición para buscar al monstruo y descubrir el secreto de la vida eterna. Shuichi Yamada, joven promesa de la ciencia japonesa, estaba incluido en el equipo como miembro destacado al igual que Kitaro. Se dividen en grupos para dar con el paradero de la bestia. uno de los grupos encuentra al monstruo; rápidamente deciden lanzarle un arpon para poder extraer una muestra de su sangre. La colosal bestia se volvió loca de furia y a cabo con ellos. En su agonía, el jefe de la expedición le confía a kitaro la muestra de sangre para que la lleve intacta a Japón y así poder continuar con las investigaciones . Yamada, ansioso de reconocimiento, hará lo posible para quitarle la muestra a Kitaro y así obtener todo el reconocimiento.
- El Partido Nocturno

Donpei encuentra un bate de béisbol cerca del cementerio. Este hallazgo lo convierte en el mejor jugador; y su equipo, se vuelve invencible. Una noche es visitado por Kitaro, a quien realmente pertenecía el bate. Donpei, sabiendo lo que significaría perderlo, se niega vehementemente a devolvérselo. Ante tal situación Kitaro le propone un trato: Deberá jugarse un partido al día siguiente por la noche; si el equipo de Donpei gana podrán conservar el bate, pero si pierden, se les quitara la vida.
- Daruma

Esta historia tiene lugar en un viejo edificio construido a finales del siglo XIX. Todo empezó con la visita de un extraño fantasma con forma de Daruma quien quería alquilar una oficina. El administrador le informa que por el momento las plantas 1, 2 y 3 están completas al igual que la 5 y la 6. Intrigado el fantasma, le consulta por la cuarta planta. A ello le responde que, como debe saberlo, en Japón el número 4 da mala suerte; por ello llaman planta 5 a la que está encima de la 3. Sin impórtarle este detalle el "Daruma", dinero en mano, pide que le alquile la inexistente cuarta planta, a lo cual accede, sin saber las consecuencias de su decisión.
- El castillo 'yokai'

En una remota aldea de montaña en la región de Shikoku, las autoridades reciben una carta remitida por unos yokais. en ella exigen que cada mes les ofrezcan un niño como sacrificio. El anciano del pueblo, enterado de la crisis, les aconseja solicitar la ayuda de Kitaro.

## Anime
Gegege no Kitaro fue emitida por Fuji Television en seis versiones diferentes:
1. 1968-1969
65 episodios, producida en blanco y negro
2. 1971-1972
45 episodios
3. 1985-1988
115 episodios
4. 1996-1998
114 episodios
5. 2007-2009
100 episodios
6. 2008
11 episodios
7. 2018
97 episodios
Todo ha sido animado por Toei Animation.

### Lista de Episodios
- Artículo principal: Lista de episodios de GeGeGe

### Música
El opening para las cinco series es "Gegege no Kitaro". Fue cantado por Kazuo Kumakura (1º, 2º), Ikuzo Yoshi (3º), Yūkadan (4º), y Shigeru Izumiya (5º).
En enero de 2008, un anime totalmente nuevo (también producido por Toei) se emite en Fuji TV por la noche dentro del programa NoitaminA. Este anime usa el título original del manga (Hakaba Kitaro), y es diferente a las demás versiones, que está más cerca del manga original que de los usuales remakes. También se ha creado un opening diferente ("Mononoke Dance" por Denki Groove) y un ending ("Snow Tears" por Shōko Nakagawa). Se puede encontrar la web de la serie en la página de Toei aquí. 

### Películas
- 21 de julio de 1968: Gegege no Kitarō (ゲゲゲの鬼太郎?) (Anime 1, Episodios 5~6)
- 12 de julio de 1980: Gegege no Kitarō: El ojo que todo lo ve (ゲゲゲの鬼太郎 地相眼, Gegege no Kitarō Chisōme?) (Anime 2, Episodio 37)

Basado en el 3º Anime, con argumento original:
- 21 de diciembre de 1985: Gegege no Kitarō
- 15 de marzo de 1986: Gegege no Kitarō: La gran guerra Yōkai (ゲゲゲの鬼太郎 妖怪大戦争, Gegege no Kitarō Yōkai Dai Sensō?)
- 12 de julio de 1986: Gegege no Kitarō: ¡El ejército Yōkai más poderoso! Desembarco en Japón!! (ゲゲゲの鬼太郎 最強妖怪軍団! 日本上陸!!, Gegege no Kitarō Saikyō Yōkai Gundan! Nihon Jōriku!!?)
- 20 de diciembre de 1986: Gegege no Kitarō: ¡Colisión! La gran rebelión de los Yōkai multidimensionales (ゲゲゲの鬼太郎 激突!! 異次元妖怪の大反乱, Gegege no Kitarō Gekitotsu!! Ijigen Yōkai no Dai Hanran?)

Basado en el 4º Anime, con argumento original:
- 6 de julio de 1996: Gegege no Kitarō: El gran monstruo marino (ゲゲゲの鬼太郎 大海獣, Gegege no Kitarō Dai Kaijū?)
- 8 de marzo de 1997: Gegege no Kitarō: El Obake nocturno (ゲゲゲの鬼太郎 お化けナイター?)
- 12 de julio de 1997: Gegege no Kitarō: ¡Expreso Yōkai! El tren fantasma (ゲゲゲの鬼太郎 妖怪特急! まぼろしの汽車, Gegege no Kitarō Yōkai Tokkyū! Maboroshi no Kisha?)

Basado en el 5° Anime
- 20 de diciembre de 2008: Gegege no Kitarō: Theater Edition GeGeGe no Kitarō: Japan Explodes!! (劇場版 ゲゲゲの鬼太郎 日本爆裂!! Gekijōban GeGeGe no Kitarō Nippon Bakuretsu?)

## Videojuegos
- Gegege no Kitaro - Youkai Dai Makyou para la Famicom (1986, Bandai)
- Gegege no Kitaro 2 para la Famicom (1987, Bandai)
- Gegege No Kitarō: Fukkokuban para la Super Famicom (1993, Bandai)
- Gegege no Kitaro para la Game Boy (1996, Bandai)
- Gegege No Kitarō: Gentōkaikitan para la Sega Saturn (1996, Sega)
- Gegege no Kitaro para la PlayStation (1997, Bandai)
- Gegege no Kitaro para Microsoft Windows (2003, Unbalance)
- Gegege no Kitaro para la PlayStation 2 (2003, Konami)
- Gegege no Kitaro para la Game Boy Advance (2003, Konami)
- Gegege no Kitaro para la PlayStation (2003, Konami)
- Gegege no Kitaro - Youkai Daiundoukai para la Wii (2007, Namco Bandai)
- Gegege no Kitaro Pachislo slot machine creado por Sammy
- Gegege no Kitarō: Youkai Daigekisen para la Nintendo DS (2008, Bandai)

## Impacto Cultural
- Gegege no Kitaro es la mascota del club de fútbol Gainare Tottori.

- En el Episodio 6 del Drama japonés Hana-Kimi, el protagonista Ashiya Mizuki (Horikita Maki) es citado diciendo que Izumi Sano (Shun Oguri) se parece a "Kitaro", debido al corte de pelo que luce Sano.

- La exclamación "GeGeGe no Ge!" es usada por ShogunGekomon en el episodio 15 de Digimon Adventure 02.

- En el último capítulo del manga, Ikujinashi Shiawase (La felicidad de un cobarde) por Naono Bohra, el personaje Kawada es ridiculizado ante su amor, Mori, después Mori se corta el pelo. Kawada se queja de su nuevo look, ya que ahora toda la gente es atraída por Mori. Él dice que Kawada tiene el mismo corte de pelo que "GeGeGe Kitaro".

- El compositor y multinstrumentista japonés Kitarō tomó su nombre artístico de esta serie. Su nombre real es Masanori Takahashi y el apodo se lo pusieron sus amigos.

- En el episodio 11 del anime Parasyte, Shinichi comenta que él y Migi son como Kitaro y su padre.
- En el episodio 77 del anime Yo-Kai Watch, Inaho se pone a leer un manga llamado DeDeDe no Detarou, y el protagonista del manga tiene un parecido similar a Kitaro por el cabello y se mencionó a Ittan-soumen, parodiando a Ittan-momen.
- En la 4º película de Yo-Kai Watch, Yo-kai Watch Shadowside: The Return of the Oni King algunos personajes (siendo importante Kitaro) aparecen convirtiéndose en crossover